# Eugenia ferreiraeana
Eugenia ferreiraeana är en myrtenväxtart som beskrevs av Otto Karl Berg. Eugenia ferreiraeana ingår i släktet Eugenia och familjen myrtenväxter. Inga underarter finns listade i Catalogue of Life.